# Струково (Оренбурзький район)
Стру́ково (рос. Струково) — село у складі Оренбурзького району Оренбурзької області, Росія.

## Населення
Населення — 491 особа (2010; 564 у 2002).
Національний склад (станом на 2002 рік):
- росіяни — 56 %
- казахи — 29 %